# Suan (Kolumbia)
Suan – miasto w Kolumbii, w departamencie Atlántico.